# Format académique

Format académique : 1,375:1.

Format de la pellicule de cinéma 35 mm avec bande son optique.

Le format académique, d'un rapport de 1,375:1 (abrégé en 1,37:1), est un format d'image fondé sur le film 35 mm utilisé avec quatre perforations,, adopté aux États-Unis en 1932 par l'Academy of Motion Picture Arts and Sciences comme format standard de film, même si des formats similaires étaient utilisés dès 1928,.

## Histoire
Les films muets étaient tournés avec un format 1,33 (soit le format 4:3) sur une pellicule 35 mm dont chaque image utilisait en largeur tout l'espace du négatif entre les deux rangées de perforations, et en hauteur l'espace de quatre perforations,. L'espace entre deux images était très étroit. Lorsque le son apparut à la fin des années 1920, il fut fixé directement sur la pellicule, sur une bande placée dans le sens de la longueur près d'une des rangées de perforations, empiétant dans l'espace initialement destiné à l'image et la réduisant donc de taille,. Cela donna une image moins large, plus carrée, d'un format 1,19 environ, ce qui était légèrement déconcertant pour un public habitué au format 1,33, en plus de poser un problème pour les exploitants de salles dont les écrans comme les projecteurs sont fixes.
Selon les studios, diverses méthodes furent employées pour retrouver un format 1,33:1, en réduisant la taille de la fenêtre de projecteur mais menant à des résultats discordants. D'autant plus que chaque chaîne de salles de cinéma pouvait avoir sa propre méthode de projection. Le premier standard pour les films parlants fut accepté en novembre 1929, lorsque tous les studios américains tombèrent d'accord pour utiliser le format de la Society of Motion Picture and Television Engineers (SMPTE), soit un format de 0,800 x 0,600 pouce (20,3 mm × 15,2 mm), revenant ainsi à un format de 1,33:1.
Par la suite, l'Academy of Motion Picture Arts and Sciences réfléchit à d'autres modifications de ce standard de 1930. Plusieurs formats furent proposés avant de convenir d'une fenêtre de projecteur de 0,825 × 0,600 pouce (21,0 mm × 15,2 mm). En résulte un format de 1,375:1 qui fut surnommé Academy Ratio (format de l'académie, ou format académique). Le 9 mai 1932, la SMPTE adopta le même standard de fenêtre de projecteur.
Tous les films de studios américains réalisés en 35 mm de 1932 à 1952 étaient tournés en format académique, (par exemple Casablanca). Cependant, à la suite de la « révolution » de l'écran large de 1953, il devint rapidement obsolète pour l'industrie cinématographique. En quelques mois, tous les grands studios commencèrent à utiliser la technique du cache/contre-cache pour leurs films non anamorphiques afin de leur faire adopter des formats plus larges comme le 1,66, le 1,75 et le 1,85, ce dernier étant considéré encore aujourd'hui, avec le format anamorphique 2,39, comme un format standard,.
Le format 1,37:1 n'a pas complètement disparu, il est parfois utilisé pour des films récents, tels que The Artist, Elephant, Fish Tank, Meek's Cutoff, Ida ou Sur le chemin de la rédemption.

## Détails techniques
Le format académique n'est pas obtenu directement via la caméra, laquelle a continué à fixer sur la pellicule à quatre perforations des images full frame (en) classiques pour tous les films non anamorphiques,. Il est obtenu plus tard sur le tirage d'une copie au moment où la bande-son optique est ajoutée. Même si la plupart des tirages de films non anamorphiques avec une bande-son sont désormais adaptés dans un des formats larges de 1,66 à 1,85, certains sont laissés au format académique,. C'est alors le projecteur qui recadre les images par des masques d'ouverture placés au niveau de l'obturateur, associés à un objectif prévu pour un format plus large que ce que l'on aurait utilisé pour le format académique,.
Lors de la prise de vue, l'utilisation d'une pellicule à quatre perforations pour un film non anamorphique à écran large est parfois considérée comme un gâchis quant au coût de film et de traitement, notamment dans le cas de la télévision, qui ne nécessite pas de tirage. Un système de tirage à trois perforations (en) est proposé à l'origine en 1973, breveté par Miklos Lente en 1976, et développé ensuite par Rune Ericson en 1986 pour résoudre ce problème.